# Júlia Flávia
Júlia Flávia (em latim: Flavia Julia Titi; Roma, 13 de setembro de 64 — 91) foi a filha única do imperador Tito e sua segunda mulher, Márcia Furnila.

## Família
Os pais de Júlia se divorciaram quando ela era ainda uma criança por causa do envolvimento da família de sua mãe com os adversários do imperador Nero. Depois do fracasso da conspiração pisoniana em 65, a família toda caiu em desgraça e o pai de Júlia, Tito, não quis mais se ver envolvido com ela e se divorciou. Porém, ele continuou a criar a filha.
Ainda na infância, Tito ofereceu a mão da filha ao seu irmão, Domiciano, mas ele se recusou por estar apaixonado por Domícia Longina. Júlia finalmente se casaria com seu primo paterno de segundo grau, Tito Flávio Sabino, irmão do cônsul Tito Flávio Clemente, que se casou com sua prima de primeiro grau Flávia Domitila (a que, segundo a lenda, era cristã e seria futuramente venerada como santa). Nesta época, Domiciano já havia seduzido-a.
Quando o pai e o marido de Júlia morreram, Domiciano, nas palavras de Dião Cássio:
| “ | Viveu com [ela] como marido e mulher, fazendo pouco esforço para disfarçar. Então, por causa dos apelos do povo, ele se reconciliou com Domícia, mas continuou suas relações com Júlia mesmo assim. | ” |
|   | — História Romana, Dião Cássio. |   |

Juvenal também condenou a relação.
Quando Júlia morreu no parto, rumores davam conta que seria por causa de um aborto forçado, o que é improvável. Ela foi deificada e suas cinzas, segundo Suetônio, foram depois misturadas e incensadas com as de Domiciano por uma ex-serviçal do casal que sorrateiramente entrou no Templo dos Flávios.